# DFB-Hallen-Masters 1990
Das DFB-Hallen-Masters 1990 war die dritte offizielle Austragung dieses Wettbewerbes, der vom DFB durchgeführt wurde. Das Endrundenturnier fand vom 27. bis 28. Januar in der Dortmunder Westfalenhalle statt und endete mit dem 5:3-Finalsieg von Gastgeber Borussia Dortmund über Bayer 05 Uerdingen.

## Teilnehmer
An der Endrunde nahmen folgende acht Mannschaften teil:
| Gesetzte Teams - Titelverteidiger Werder Bremen - Deutscher Meister FC Bayern München - Deutscher Vizemeister 1. FC Köln - DFB-Pokalsieger und Gastgeber Borussia Dortmund | Qualifizierte Teams - Platz 1 (184 Punkte) Bayer 05 Uerdingen - Platz 2 (138 Punkte) Fortuna Düsseldorf - Platz 3 (130 Punkte) 1. FC Nürnberg - Platz 4 (120 Punkte) FC St. Pauli |

## Modus
In der Vorrunde wurde in zwei Gruppen mit jeweils vier Teams gespielt, die nach dem Modus „Jeder gegen Jeden“ bei zweimal 12 Minuten die Teilnehmer für das Halbfinale ausspielten. Ab dem Halbfinale ging es im K.-o.-System weiter und sollte ein Spiel Remis enden, wurde der Sieger in einem Achtmeterschießen ermittelt. Bei den Platzierungsspielen erhöhte sich die Spielzeit auf zweimal 15 Minuten.
Gespielt wurde mit einem Torwart und fünf Feldspieler auf einen 49 mal 25 Meter großen Kunstrasen, der von einer Bande umgeben war.

## Vorrunde

### Gruppe A
Spiele
| Samstag, 27. Januar 1990 |     |                    | |
| FC St. Pauli             | 2:2 | FC Bayern München  | 0:1 Flick, 0:2 Grahammer, 1:2 Steubing, 2:2 Gronau                                                                |
| Werder Bremen            | 1:3 | Bayer 05 Uerdingen | 1:0 Hanses, 1:1 Zietsch, 1:2 F. Funkel, 1:3 Zietsch                                                               |
| FC Bayern München        | 2:5 | Werder Bremen      | 1:0 Bender, 1:1 Votava, 1:2 Pflügler (ET), 1:3 Burgsmüller, 2:3 Grahammer, 2:4 Votava, 2:5 Borowka                |
| Bayer 05 Uerdingen       | 4:4 | FC St. Pauli       | 0:1 Knoflíček, 0:2 Golke, 0:3 ???, 1:3 Witeczek, 2:3 Fach, 3:3 F. Funkel, 3:4 Knoflíček, 4:4 W. Funkel            |
| Sonntag, 28. Januar 1990 |     |                    | |
| FC St. Pauli             | 3:6 | Werder Bremen      | 0:1 Votava, 1:1 Steubing, 1:2 Burgsmüller, 2:2 Knäbel, 2:3 Borowka, 2:4 Otten, 3:4 Steubing, 3:5 Otten, 3:6 Rufer |
| Bayer 05 Uerdingen       | 2:4 | FC Bayern München  | 1:0 Reich, 2:0 Witeczek, 2:1 McInally, 2:2 Flick, 2:3 Kastenmaier, 2:4 Kohler                                     |

Abschlusstabelle
| Pl. | Mannschaft         | Sp. | S | U | N | Tore    | Diff. | Punkte |
| --- | ------------------ | --- | - | - | - | ------- | ----- | ------ |
| 1.  | Werder Bremen      | 3   | 2 | 0 | 1 | 012:800 | +4    | 04:20  |
| 2.  | Bayer 05 Uerdingen | 3   | 1 | 1 | 1 | 009:900 | ±0    | 03:30  |
| 3.  | FC Bayern München  | 3   | 1 | 1 | 1 | 008:900 | −1    | 03:30  |
| 4.  | FC St. Pauli       | 3   | 0 | 2 | 1 | 009:120 | −3    | 02:40  |

### Gruppe B
Spiele
| Samstag, 27. Januar 1990 |     |                    |                                                                                                 |
| Fortuna Düsseldorf       | 1:1 | 1. FC Nürnberg     | 0:1 Schneider, 1:1 Kaiser                                                                       |
| 1. FC Köln               | 3:5 | Borussia Dortmund  | 1:0 Sturm, 1:1 Breitzke, 1:2 Schulz, 1:3 Zorc, 2:3 Sturm, 3:3 Götz, 3:4 MacLeod, 3:5 Rummenigge |
| 1. FC Nürnberg           | 0:4 | 1. FC Köln         | 0:1 Götz, 0:2 Littbarski, 0:3 Götz, 0:4 Götz                                                    |
| Borussia Dortmund        | 0:5 | Fortuna Düsseldorf | 0:1 Werner, 0:2 Kaiser, 0:3 Baffoe, 0:4 Kaiser, 0:5 Fuchs                                       |
| Sonntag, 28. Januar 1990 |     |                    |                                                                                                 |
| Fortuna Düsseldorf       | 1:4 | 1. FC Köln         | 0:1 Gielchen, 1:1 Chaloupka, 1:2 Littbarski, 1:3 Britz, 1:4 Littbarski                          |
| Borussia Dortmund        | 4:1 | 1. FC Nürnberg     | 1:0 Breitzke, 2:0 Mill, 3:0 Möller, 4:0 Mill, 4:1 Brunner                                       |

Abschlusstabelle
| Pl. | Mannschaft         | Sp. | S | U | N | Tore    | Diff. | Punkte |
| --- | ------------------ | --- | - | - | - | ------- | ----- | ------ |
| 1.  | 1. FC Köln         | 3   | 2 | 0 | 1 | 011:600 | +5    | 04:20  |
| 2.  | Borussia Dortmund  | 3   | 2 | 0 | 1 | 009:900 | ±0    | 04:20  |
| 3.  | Fortuna Düsseldorf | 3   | 1 | 1 | 1 | 007:500 | +2    | 03:30  |
| 4.  | 1. FC Nürnberg     | 3   | 0 | 1 | 2 | 002:900 | −7    | 01:50  |

## Finalrunde

### Halbfinale
|                    | Ergebnis        |                   | Torfolge                                                                                  |
| ------------------ | --------------- | ----------------- | ----------------------------------------------------------------------------------------- |
| Werder Bremen      | 2:2 (3:5 n. A.) | Borussia Dortmund | 0:1 Mill, 1:1 Wolter, 1:2 Mill, 2:2 Otten                                                 |
| Bayer 05 Uerdingen | 5:2             | 1. FC Köln        | 1:0 Mathy, 2:0 Laudrup, 3:0 W. Funkel, 3:1 Häßler, 4:1 Witeczek, 4:2 Littbarski, 5:2 Fach |

### Spiel um Platz drei
| | Ergebnis |            |
| --- | -------- | ---------- |
| Werder Bremen                                                                                               | 4:3      | 1. FC Köln |
| 1:0 Borowka, 1:1 Littbarski, 1:2 Gielchen, 1:3 Ordenewitz, 2:3 Bockenfeld, 3:3 Ordenewitz (ET), 4:3 Borowka |          |            |

### Finale
| | Ergebnis |                    |
| --------------------------------------------------------------------------------------------------- | -------- | ------------------ |
| Borussia Dortmund                                                                                   | 5:3      | Bayer 05 Uerdingen |
| 1:0 Rummenigge, 2:0 Breitzke, 3:0 Schulz, 3:1 Reich, 3:2 Laudrup, 4:2 Mill, 4:3 Witeczek, 5:3 Lusch |          |                    |

## Statistisches
- 93 Tore ({\displaystyle \varnothing } 5,81 pro Spiel) wurden erzielt, wobei sich 50 Spieler als Torschützen auszeichnen konnten.
- Drei Tore (kein Hattrick) in einem Spiel erzielte Falko Götz (1. FC Köln) gegen den 1. FC Nürnberg.
- Zwei Eigentore kamen auf das Konto von Hans Pflügler (FC Bayern München) und Frank Ordenewitz (Werder Bremen).
- Drei Zeitstrafen (2 min) verhängten die Unparteiischen an Frank Greiner (1. FC Köln), Ralf Loose (Fortuna Düsseldorf) und Andreas Möller (Borussia Dortmund).
- An beiden Tagen kamen 18.500 Zuschauer in die Westfalenhalle, die sich auf Samstag (7.000) und Sonntag (11.500) verteilten.
- Jede Mannschaft erhielt 50.000 DM Startgeld. Prämien gab es darüber hinaus für Platz 1 (75.000 DM), Platz 2 (50.000 DM) und Platz 3 (25.000 DM).

### Torschützenliste
|    | Spieler           | Mannschaft         | Tore |
| -- | ----------------- | ------------------ | ---- |
| 1. | Frank Mill        | Borussia Dortmund  | 5    |
| 1. | Pierre Littbarski | 1. FC Köln         | 5    |
| 3. | Marcel Witeczek   | Bayer 05 Uerdingen | 4    |
| 3. | Falko Götz        | 1. FC Köln         | 4    |

## Siegermannschaft
| 1.                         | Borussia Dortmund |
| Logo von Borussia Dortmund | - Tor: Rolf Meyer, Wolfgang de Beer - Feldspieler: Günter Breitzke, Günter Kutowski, Michael Lusch, Murdo MacLeod, Frank Mill, Robert Nikolic, Andreas Möller, Michael Rummenigge, Michael Schulz, Michael Zorc - Trainer: Horst Köppel |